# Cotillas (kommunhuvudort)
Cotillas är en kommunhuvudort i Spanien.   Den ligger i provinsen Provincia de Albacete och regionen Kastilien-La Mancha, i den centrala delen av landet, 240 km söder om huvudstaden Madrid. Cotillas ligger 936 meter över havet och antalet invånare är 163.
Terrängen runt Cotillas är kuperad. Runt Cotillas är det mycket glesbefolkat, med 7 invånare per kvadratkilometer. Närmaste större samhälle är Riópar, 9,0 km nordost om Cotillas. 